# Chopper Challenge
Chopper Challenge è un reality motoristico in onda negli Stati Uniti su Country Music Television dal 2008 e in Italia su Nuvolari dal 2014.

## Storia
Nel programma ci sono 9 squadre pronte a sfidarsi nella costruzione del miglior chopper di sempre. Ogni team ha a disposizione una scatola di componenti con i quali dare il via alla costruzione del chopper che partecipa alla competizione. Creatività e tecnica sono le carte vincenti per assicurarsi la vittoria del primo Chopper Challenge.